# 十目一八
十目 一八（とおめ かずや）は、日本のライトノベル作家である。

## 概要
2001年頃からPCでの書類仕事の息抜きとして、短い話を書き始めた。2008年頃に「何かを倒せば世界が救われる」「白黒ハッキリと決着が着く事件が起こる」などの世界観を否定したような作品を描きたいと考えて、作品『理の守護神さま。一. 黒使の少女・龍方時雨』を初投稿した。型落ちのPCでテキストやワードなどの縦書き表示ができるようなフリーソフトを使って執筆するスタイルをとっている。2009年の第1回GA文庫大賞では、作品『理の守護神さま。一. 黒使の少女・龍方時雨』で奨励賞を受賞して、同年に同作でデビューした。

## 作品一覧
- 『理の守護神さま。』シリーズ（イラスト: すまき俊悟、GA文庫〈SBクリエイティブ〉）
  1. 『理の守護神さま。一．黒使の少女・龍方時雨 』（2009年10月15日、ISBN 978-4-7973-5486-7）[4]
  2. 『理の守護神さま。二．和気喧騒の三姉妹』（2010年1月15日、ISBN 978-4-7973-5860-5）[5]
  3. 『理の守護神さま。三．血塗れの統率者 』（2010年6月15日、ISBN 978-4-7973-6078-3）[6]